# Liste der denkmalgeschützten Objekte in Tragwein
Die Liste der denkmalgeschützten Objekte in Tragwein enthält die 13 denkmalgeschützten, unbeweglichen Objekte in Tragwein.

## Denkmäler
| Foto |                 | Denkmal                                                                                | Standort                                        | Beschreibung | Metadaten |
| ---- | --------------- | -------------------------------------------------------------------------------------- | ----------------------------------------------- | --- | --- |
| ja   | Datei hochladen | Burg- und Schlossruine Reichenstein HERIS-ID: 19593 Objekt-ID: 15891                   | Reichenstein 2 Standort KG: Hinterberg          | Bereits 1230 wurde hier eine Burganlage erwähnt, die Hauptburg entstand in Teilen im 13. und 14. Jahrhundert, die dazugehörige Schlosskapelle im 14. Jahrhundert. Unter Christoph Haym wurde das Gebäude unter Weiterverwendung der wehrhaften Außenmauern ab 1567/71 zu einem repräsentativen Renaissanceschloss umgebaut. Über einen Verbindungstrakt ist die Hochburg mit der Kapelle verbunden. Im 17. Jahrhundert wurde das Schulstöckl (heute Waldaist-Stöckl) angebaut. Renovierungsmaßnahmen werden seit 1980 gesetzt.                                                        | BDA-Hist.: Q1013632 Status: Bescheid Stand der BDA-Liste: 2025-06-30 Name: Burg- und Schlossruine Reichenstein GstNr.: .11/1, .11/3, .14 Burg Reichenstein (Mühlviertel) |
| ja   | Datei hochladen | Schlosskapelle Reichenstein HERIS-ID: 111948 Objekt-ID: 129985seit 2013                | bei Reichenstein 2 Standort KG: Hinterberg      | Die Kapelle seligste Jungfrau Maria wurde 1785 zur Lokalpfarre erhoben und bereits 1816 aufgelöst. Heute gehört ist die Kapelle eine Filialkirche der Pfarre Pregarten. Die Kapelle ist ein schlanker, turmartiger, rechteckiger Bau mit einem Walmdach. Die Kapelle ist einjochig mit einem Kreuzrippengewölbe im Inneren. Die letzte Restaurierung erfolgte 1993 (außen). | BDA-Hist.: Q37827819 Status: Bescheid Stand der BDA-Liste: 2025-06-30 Name: Schlosskapelle Reichenstein GstNr.: .11/2 Burg Reichenstein (Mühlviertel) - Burgkapelle      |
| ja   | Datei hochladen | Kalvarienbergkapelle HERIS-ID: 19646 Objekt-ID: 15944                                  | südlich Reichenstein 14 Standort KG: Hinterberg | Die Kalvarienbergkapelle liegt auf einem Felsen gegenüber der Burgruine Reichenstein (von ihr durch die Straße getrennt). Der rechteckige Bau dürfte um 1750 über einem Steinsockel erbaut worden sein. Die figurale Kreuzigungsgruppe im Inneren stammt ebenfalls aus der Mitte des 18. Jahrhunderts. | BDA-Hist.: Q37848200 Status: Bescheid Stand der BDA-Liste: 2025-06-30 Name: Kalvarienbergkapelle GstNr.: 23/2                                                            |
| ja   | Datei hochladen | Ehemaliges Bürgerspital HERIS-ID: 19631 Objekt-ID: 15929                               | Erdleitener Straße 5 Standort KG: Tragwein      | Urkundlich 1598 erwähnt, damals außerhalb des Marktes gelegen. Das Gebäude wurde mittlerweile erneuert. | BDA-Hist.: Q37848131 Status: Bescheid Stand der BDA-Liste: 2025-06-30 Name: Ehemaliges Bürgerspital GstNr.: .90/1                                                        |
| ja   | Datei hochladen | Bildstock HERIS-ID: 19586 Objekt-ID: 15884                                             | bei Fraundorf 39 Standort KG: Tragwein          | Granitener Bildstock in Tabernakelform | BDA-Hist.: Q37847982 Status: § 2a Stand der BDA-Liste: 2025-06-30 Name: Bildstock GstNr.: 2711                                                                           |
| ja   | Datei hochladen | Kath. Pfarrkirche hll. Peter und Paul HERIS-ID: 19604 Objekt-ID: 15902                 | Markt 11 Standort KG: Tragwein                  | Die Pfarrkirche Peter und Paul weist eine längere Baugeschichte auf. Nord- und Ostmauer des Langhauses sind noch romanisch, der Turm wurde im unteren Teil im 13. Jahrhundert errichtet, weitere Umbauphasen gab es bis ins 16. Jahrhundert, das südliche Seitenschiff wurde Anfang des 16. Jahrhunderts errichtet. 1967 wurde das Langhaus erweitert. Der ältere, gotische Langhausteil ist zweischiffig und dreijochig mit einem Netzrippengewölbe im Mittelschiff und einem Sternrippengewölbe im Seitenschiff. Die Figuren von Petrus und Paulus stammen aus dem 17. Jahrhundert. | BDA-Hist.: Q37848071 Status: § 2a Stand der BDA-Liste: 2025-06-30 Name: Kath. Pfarrkirche hll. Peter und Paul GstNr.: .107 Sankt Peter und Paul (Tragwein)               |
| ja   | Datei hochladen | Pfarrhof HERIS-ID: 19606 Objekt-ID: 15904                                              | Markt 11 Standort KG: Tragwein                  | Der Pfarrhof wurde um 1682 erbaut. Es handelt sich um einen zweigeschoßigen Bau mit Walmdach. Im Inneren befindet sich eine geschnitzte Holzdecke mit einem Rüstbaum, der das Jahr 1682 trägt. | BDA-Hist.: Q37848078 Status: § 2a Stand der BDA-Liste: 2025-06-30 Name: Pfarrhof GstNr.: .106                                                                            |
| ja   | Datei hochladen | Pranger HERIS-ID: 19582 Objekt-ID: 15880                                               | bei Markt 40 Standort KG: Tragwein              | Der Pranger auf dem Marktplatz stammt aus der 2. Hälfte des 16. Jahrhunderts. | BDA-Hist.: Q37847959 Status: § 2a Stand der BDA-Liste: 2025-06-30 Name: Pranger GstNr.: 2649/7                                                                           |
| ja   | Datei hochladen | Mariensäule HERIS-ID: 19603 Objekt-ID: 15901                                           | bei Markt 40 Standort KG: Tragwein              | Die Säule auf dem Marktplatz trägt eine Maria Immaculata und wurde 1750 errichtet. Sie ist von einer Balustrade eingefasst. | BDA-Hist.: Q37848056 Status: § 2a Stand der BDA-Liste: 2025-06-30 Name: Mariensäule GstNr.: 2649/7                                                                       |
| ja   | Datei hochladen | Kapelle am Stiegelweg HERIS-ID: 19636 Objekt-ID: 15934                                 | bei Stieglweg 42 Standort KG: Tragwein          | Die kleine Nischenkapelle wurde aus einfachen Granitplatten vermutlich Ende des 19. Jahrhunderts errichtet. | BDA-Hist.: Q37848172 Status: Bescheid Stand der BDA-Liste: 2025-06-30 Name: Kapelle am Stiegelweg GstNr.: 2005/9                                                         |
| ja   | Datei hochladen | Reinholds- oder Russenhammer, Herrenhaus und Schmiede HERIS-ID: 19608 Objekt-ID: 15906 | Zeller Straße 44 Standort KG: Tragwein          | Die ehemalige Hammerschmiede wurde 1594 urkundlich erwähnt. Das zweigeschoßige Herrenhaus trägt eine historistische Fassade. Das Portal weist die Jahreszahl 1886 auf. Durch einen Schwibbogen ist das Herrenhaus mit der ehemaligen Schmiede verbunden. | BDA-Hist.: Q37848087 Status: Bescheid Stand der BDA-Liste: 2025-06-30 Name: Reinholds- oder Russenhammer, Herrenhaus und Schmiede GstNr.: .148/1, .148/2                 |
| ja   | Datei hochladen | Straßenbrücke HERIS-ID: 19609 Objekt-ID: 15907                                         | bei Zeller Straße 44 Standort KG: Tragwein      | Historische Steinbrücke, die heute noch als Zufahrt zum ehemaligen Russenhammer genutzt wird. | BDA-Hist.: Q37848097 Status: § 2a Stand der BDA-Liste: 2025-06-30 Name: Straßenbrücke GstNr.: 2728/1                                                                     |
| ja   | Datei hochladen | Straßenbrücke, Hinterbachbrücke HERIS-ID: 19635 Objekt-ID: 15933                       | bei Zeller Straße 50 Standort KG: Tragwein      | Historische Steinbrücke nahe dem heutigen Sägewerk | BDA-Hist.: Q37848160 Status: § 2a Stand der BDA-Liste: 2025-06-30 Name: Straßenbrücke, Hinterbachbrücke GstNr.: 2653/2, 2694, 2719                                       |